# 安吉 (路易斯安那州)
安吉（英語：Angie），是美国路易斯安那州下属的一座村镇。根据2010年美国人口普查，该市有人口251人。建置上，属于“village”。